# Sa'd al-Shadhli
Saʿd al-Dīn al-Shādhlī (Basyoun, 1º aprile 1922 – Il Cairo, 10 febbraio 2011) è stato un generale e diplomatico egiziano.
Nato in una cittadina del governatorato di al-Gharbiyya, Saʿd al-Dīn al-Shādhilī (in arabo ﺳﻌﺪ ﺍﻟﺪﻳﻦ الشاذلي‎?) è stato un militare di carriera e ha servito in qualità di Capo di Stato Maggiore nel corso della Guerra di Ottobre del 1973 (detta anche di Ramadan o dello Yom Kippur).
A causa delle sue critiche rivolte agli Accordi di Camp David del 1978, fu allontanato dal suo posto di ambasciatore in Portogallo e condannato all'esilio in Algeria. Viene comunemente indicato come l'artefice del vittorioso attacco egiziano al di là del Canale di Suez, che mostrò tutta l'inconsistenza della linea difensiva israeliana Bar-Lev.
È morto il 10 febbraio 2011.

## Onorificenze

### Onorificenze egiziane
Cavaliere di gran croce dell'Ordine al merito